# Катрін Борон
Катрін Борон  (нім. Kathrin Boron, 4 листопада 1969) — німецька веслувальниця, олімпійська чемпіонка.

## Виступи на Олімпіадах
| Олімпіада      | Дисципліна     | Місце |
| -------------- | -------------- | ----- |
| Барселона 1992 | двійка парна   | 1     |
| Атланта 1996   | четвірка парна | 1     |
| Сідней 2000    | двійка парна   | 1     |
| Афіни 2004     | четвірка парна | 1     |
| Пекін 2008     | четвірка парна | 3     |